# Påfågelsträd
Påfågelsträd (Caesalpinia pulcherrima) art i familjen ärtväxter och förekommer naturligt i Västindien. Numera finns arten naturlialiserad på många håll i tropikerna och odlas ibland som krukväxt i Sverige.

## Synonymer
Caesalpinia pulcherrima var. flava Bailey & Rehder
Poinciana bijuga Lour.
Poinciana elata Lour.
Poinciana pulcherrima L.